# Milesia ochracea
Milesia ochracea är en tvåvingeart som beskrevs av Heikki Hippa 1990. Milesia ochracea ingår i släktet Milesia och familjen blomflugor.
Artens utbredningsområde är Vietnam. Inga underarter finns listade i Catalogue of Life.